# ラ・ボエーム (プッチーニ)

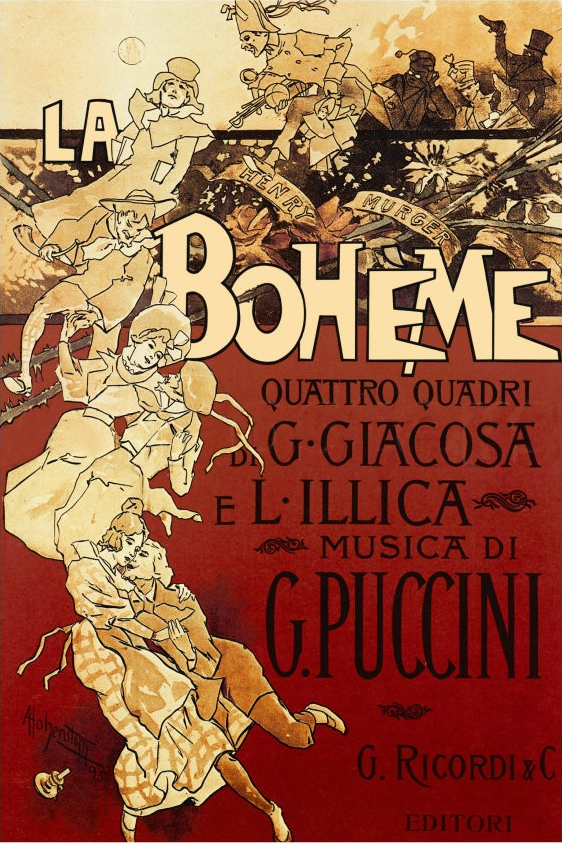
初演時のポスター

『ラ・ボエーム』（La Bohème）は、ジャコモ・プッチーニの作曲した4幕オペラで、最もよく演奏されるイタリアオペラのひとつである。

## 作品の成立まで
物語はアンリ・ミュルジェールの小説・戯曲『ボヘミアン生活の情景』（1849年）からとられた。台本はジュゼッペ・ジャコーザとルイージ・イッリカのコンビによる。プッチーニ自身の台本に対する注文が多く完成が難航したものの、短編の集積である原作の雰囲気をよく伝え、オペラ的な見せ場に富む出来映えとなった。また登場人物、特にヒロインのミミはプッチーニ好みの役柄となった。
『道化師』の作曲家レオンカヴァッロも同時期に作曲を進めており、以後ふたりの仲は険悪となった。
初演は1896年2月1日、アルトゥーロ・トスカニーニの指揮によりトリノ・レージョ劇場で行われた。初演はまずまずの成功をおさめ、批評家の不評はあったものの各地での再演の度に聴衆からの人気は次第に高まっていった。

## 配役と楽器編成

### 配役
- ミミ、お針子（ソプラノ）
- ムゼッタ、歌手（ソプラノ）
- ロドルフォ、詩人（テノール）
- マルチェッロ、画家（バリトン）
- ショナール、音楽家（バリトン）
- コッリーネ、哲学者（バス）
- ブノア、家主（バス）
- パルピニョール、行商人（テノール）
- アルチンドロ、参議員（バス）
- 軍曹（バス）
- 税関吏（バス）

- 合唱：学生、仕立屋見習い、市民、店主、行商人、兵士、給仕、子ども、等々

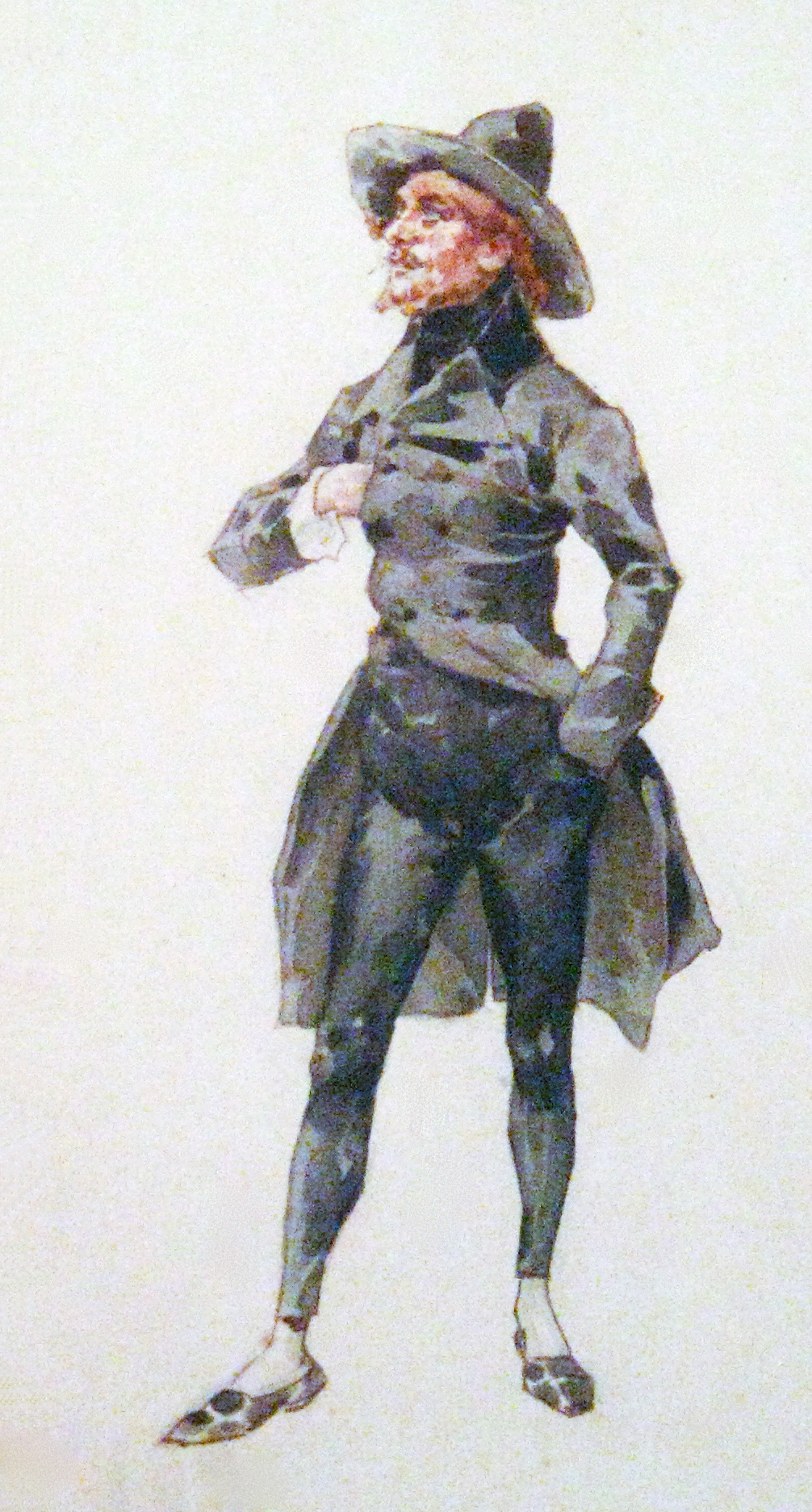
初演時点でのロドルフォの衣装デザイン
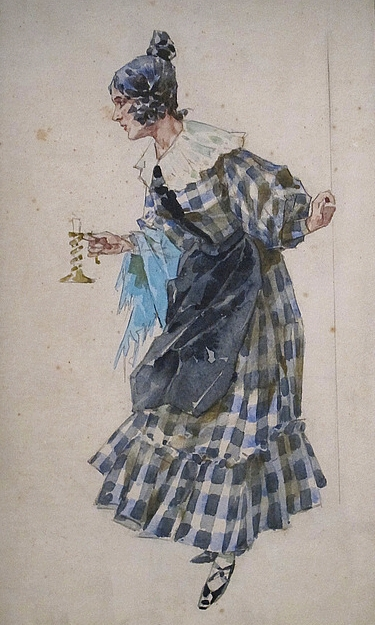
ミミの衣装デザイン（初演時点）

### 楽器編成
- 木管楽器：ピッコロ、フルート2、オーボエ2、コーラングレ、クラリネット2、バス・クラリネット、ファゴット2
- 金管楽器：ホルン4、トランペット3、トロンボーン3、バス・トロンボーン（チンバッソ）
- 打楽器など：ティンパニ、グラス、トライアングル、小太鼓、大太鼓、シンバル、シロフォン、カリヨン（グロッケンシュピール）、鐘、ハープ
- 弦五部

舞台上でファイフ（ピッコロ）2（4人）、トランペット2（6人）、小太鼓（6人）

## 演奏時間
約1時間45分（各35分、18分、25分、27分）

## あらすじ
- 場所：パリ
- 時代： 1830年代

### 第1幕

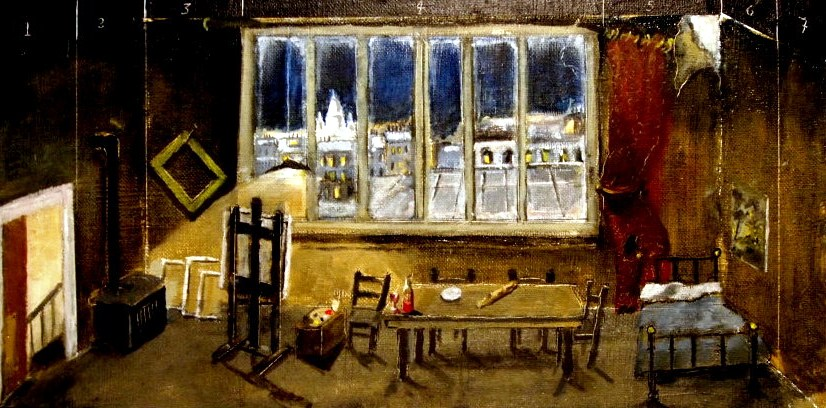
第1幕のセットデザイン

パリにある、ボヘミアン仲間が暮らす屋根裏部屋。クリスマス・イヴ。
画家・マルチェッロと詩人・ロドルフォが火の気の無い部屋で仕事をしている。寒さに耐えかねてロドルフォが売れ残りの原稿を暖炉にくべる。「世界の損失だ」などと軽口をたたいていると、哲学者コッリーネが帰ってきて、何も金になることがなかったとぼやく。そこへ音楽家ショナールが食料・薪・煙草などを運ぶ従者たちとともに意気揚々と入ってくる。ショナールはこれらをどうやって稼いだかを得意げに語るが、誰も耳を貸さず貪るように食料に飛び付く。しかし、ショナールはワイン以外は取り置いて、「今夜はクリスマス・イヴなのだから、皆でカフェ・モミュスに繰り出そう」と提案し、一同大賛成する。
そこへ家主のブノアが未払い家賃の催促にやってくる。ボヘミアンたちは家主にショナールの金を見せて安心させ、ワインをすすめておだてる。家主が酔った勢いで、妻があるにもかかわらず浮気をしていたことを語ると、一同憤慨したふりをして家主を部屋から追い出してしまう。
彼らは家賃になるはずの金をカフェ・モミュスでの飲食費として分けあう。皆出かけるが、ロドルフォは書きかけの原稿があるといって1人残って書きつづける。
そこに誰かがドアをノックする。お針子のミミがカンテラの火を借りに来たのだが、めまいを起こして床に倒れ込む。ロドルフォに介抱されて落ち着いたミミは火を借りて礼を言い、立ち去る。しかし、彼女は鍵を落としたといって戻ってくるが、戸口で風が火を吹き消してしまう。再度火を点けようと、近寄ったロドルフォの持つ火もまた風で消えてしまう（ロドルフォが、わざとローソクの火を吹き消す演出もある）。しかたなくふたりは暗闇で鍵を探す。ロドルフォが先に見つけるが、彼はそれを隠しミミに近寄る。そして彼女の手を取り、はっとするミミに自分のことを詩人らしく語って聞かせる（「冷たい手を」）。続いてミミも自己紹介をする（「私の名はミミ」）。一向に降りてこないロドルフォを待ちかねた仲間が「まだか」と声をかける。ロドルフォは「今ふたりでいる、直ぐに追いつくから席を2人分取っておいてくれ」と言う。仲間たちは気を利かせて先に行くことにする。まだ愛を確認したいロドルフォだが、ミミが仲間と一緒に行きたいと言うので後を追ってパリの街に出かけることにする。ふたりの愛情のこもった二重唱で幕がおりる。

### 第2幕
カフェ・モミュス

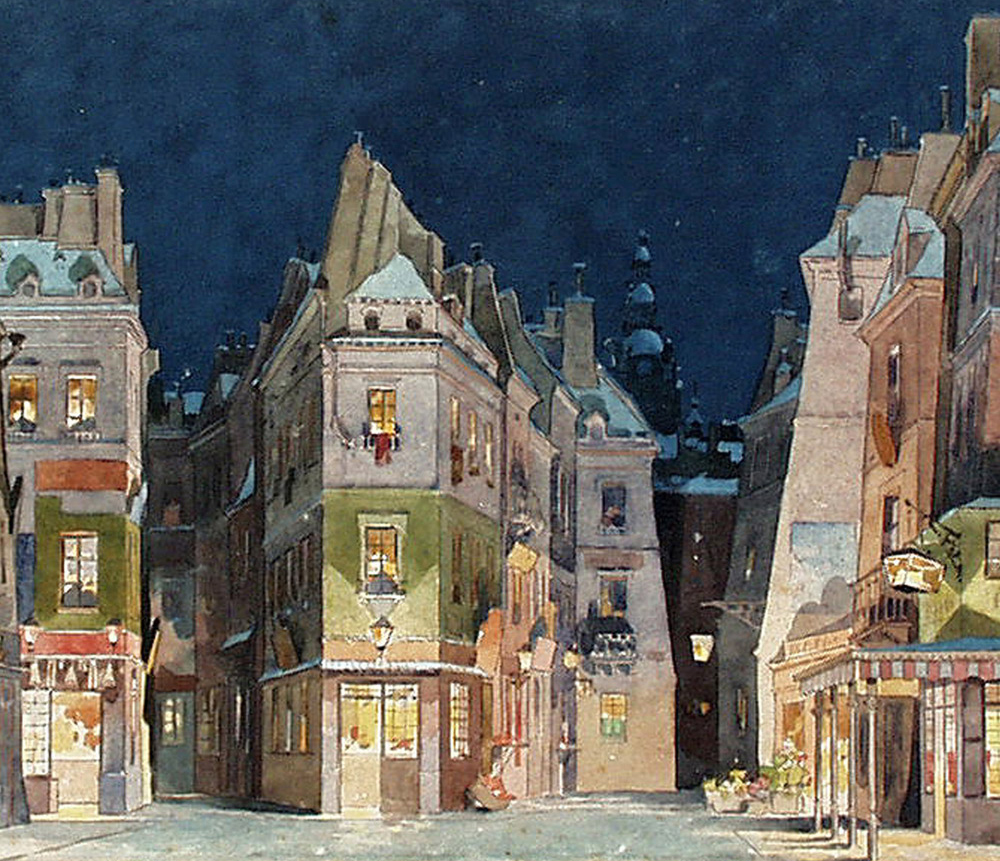
第2幕のセットデザイン

クリスマスを祝う群衆で賑わう通りで、物売りが口々に声を張り上げている。ボヘミアン仲間はカフェに集まり食事を始める。ロドルフォはミミに帽子を贈る。そこにマルチェッロの元の恋人ムゼッタが金持ちのパトロンのアルチンドロとともにやってくる。
彼女は頻りにマルチェッロの気を引こうとする（「私が街をあるけば」）。マルチェッロはそれを意地でも無視しようとするのでムゼッタはさらに誘惑を続け、アルチンドロはうろたえる。ついにムゼッタは靴がきつくて足が痛いと騒ぎ出し、アルチンドロを靴屋へ修理に行かせる。さきほどからムゼッタへの想いを絶ちきれずにいたマルチェッロと邪魔者がいなくなったムゼッタは互いに抱きあう。彼らは勘定を済ませようとするが、手持ちの資金が底をついている。ムゼッタは自分と彼らの支払いをアルチンドロに払わせることにする。そこへ帰営する軍隊の列が通りかかり、その見物の喧騒に紛れて逃げることにする。マルチェッロとコッリーネは片足はだしで歩けないムゼッタを抱え列の後を追い、周りで見ていた人々はその意気揚々とした姿を見て喝采を送る。その他の人々も列の後を追う。全員が立ち去った後アルチンドロが靴を持って戻りムゼッタを探す。ギャルソンが彼に勘定書きを手渡すと、アルチンドロはその額に驚き、そしてその場に誰もいないのを知って、その場で椅子に座り込み第2幕を閉じる。

### 第3幕

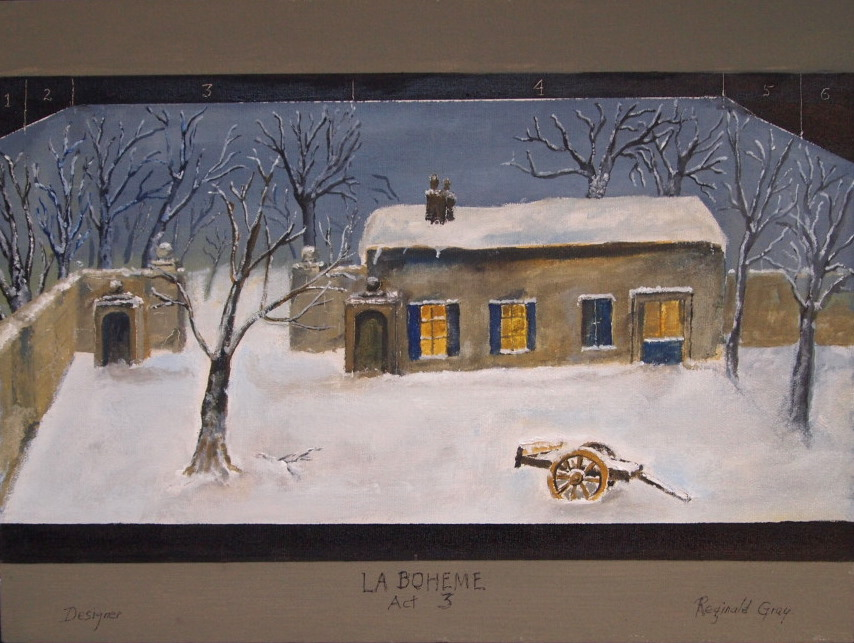
第3幕のセットデザイン

アンフェール門（ダンフェール・ロシュロー広場）の市外との関税所前。翌年2月。
明け方、衣服行商人が市内に現れ、他にも様々な商人の行き来がある。居酒屋でムゼッタの歌声が聞こえる。ミミが登場し激しく咳き込み、居酒屋にマルチェッロを訪ねる。彼はここで看板を描いているという。ミミはマルチェッロに、ロドルフォとの生活がうまくいかない悩みを打ち明ける。彼は嫉妬深く、自分に冷たいというのだ。ついにロドルフォは昨夜ミミを置いて家を出たという（「助けてマルチェッロ」）。マルチェッロは、ロドルフォは宿屋で眠っていると答える。そこへロドルフォが目を覚まし、マルチェッロを探しに出てくるのでミミは隠れる。ロドルフォはミミのことを問うマルチェッロに、彼女の病気が重く、自分と暮らしていては助からないので別れなくてはならないと打ち開ける。
マルチェッロは陰で聞いているミミのことを案じ、彼を黙らせようとするが彼女はすでにロドルフォの話をすっかり聞いてしまう。彼女が泣きながら咳き込むのでロドルフォも彼女に気付き、心配しておおげさに言っただけだから心配ないと彼女を慰める。
居酒屋のムゼッタの嬌声を聞いてマルチェッロが店に駆け込む。彼は彼でムゼッタの奔放な性格に手こずっていたのだ。
ふたりきりになると、彼の配慮を感じたミミはロドルフォに別れを告げる。以前住んでいた屋根裏部屋に戻ること、身の周りの細々したものを誰かに取りに行ってもらうことなどを淡々と語るが、「以前買ってもらったあの帽子だけは、良かったら私の思い出にとって置いて欲しい」と別れを言う（「あなたの愛の声に呼ばれて出た家に」）と、ロドルフォも彼女をいたわりつつ別れの言葉をかわす（「さらば甘い目覚めよ」）。ふたりの歌に並行して、居酒屋から出てきたムゼッタとマルチェッロが激しく言い争って喧嘩別れして行く。ロドルフォとミミが第1幕最後の愛の言葉を交わす二重唱の一節を繰り返して幕が下りる。

### 第4幕
再び屋根裏部屋。数か月後。
ロドルフォとマルチェッロが仕事をしているが、ふたりとも別れた恋人の事が思い出されて仕事にならない（「ああミミ、君はもう戻ってこない」）。ショナールとコッリーネが食料を持って帰り、4人はいかにも豪勢な食事であるかのように芝居をしながら食べる。演技に興じて決闘のまねごとをしているところに、ムゼッタが血相を変えて駆け込んでくる。
ミミと戸口までいっしょに来たが彼女は今そこで倒れた、というのでロドルフォは急いで助けに行く。ムゼッタは金持ちの所で世話になっていたミミが、死ぬ前にひと目ロドルフォに会いたいというので連れて来たことを3人の仲間に語る。ミミはロドルフォ、仲間たちとの再会を喜ぶ。彼女をベッドに寝かせると、ムゼッタはミミの手を温めるためのマフを取りに、マルチェッロはムゼッタのアクセサリを売って薬を買うために揃って出て行く。コッリーネは瀕死のミミのために自分の古着を質に入れようと、ショナールを誘って部屋を去る（「古い外套よ」）。
ふたりきりになると、ミミはロドルフォに話しかける（「みんな行ってしまったのね」）。ロドルフォが例の帽子を見せるとミミは喜び、2人の出会いと幸せな暮らしのことを語りあう（「ああ、僕のミミ」）。しかしミミは再び気を失い、ロドルフォが声を出すと外で様子をうかがっていたショナールたちが駆込んで来る。ミミは再び目覚め、ムゼッタが持ってきたマフで手が温まると喜ぶ。そのまま眠りにつくミミの傍らでムゼッタは聖母マリアに祈る（ムゼッタの祈り）。ショナールがふとミミを見ると彼女はすでに息絶えていた。そっと皆に知らせると、ロドルフォは周りのただならぬ様子に事態を察し、ミミの亡骸にすがりついて泣き臥す。さきほどのミミが歌ったモティーフをオーケストラが強奏で繰り返して幕となる。

## 主な楽曲
プッチーニはワーグナーのライトモティーフの手法を取り入れ、各登場人物の性格を表す動機を活用している。以下に取り上げる曲でもこの手法が有効に用いられるものがある。
ロドルフォのアリア「冷たい手を」"Che gelida manina"
テノーレ・リリコの定番アリア。詩人ロドルフォの自己紹介である。「貧しいながらも詩作を通じて夢を求めている」と歌い、ミミに早くも心を奪われたと恋心を打ち明ける。
ミミのアリア「私の名はミミ」"Sì, mi chiamano Mimì"
これもソプラノ・リリコの代表的なアリア。「皆は私のことをミミと呼ぶけれど、本名はルチア。お針子をしていて、教会には余り行かないがいつも神様に祈っています。私の部屋は（屋根裏部屋なので）春の太陽を最初に見られるの」と語る。
ロドルフォとミミの二重唱「愛らしい乙女よ」"O soave fanciulla"

ムゼッタのワルツ「私が街をあるけば」 "Quando me'n vo soletta per la via"
ソプラノのコケティッシュな唄で、『カルメン』の歌う「ハバネラ」と同趣向の性格である。
ミミとマルチェッロの二重唱「助けてマルチェッロ」 "O buon Marcello, aiuto!"

ミミのアリア「あなたの愛の声に呼ばれて出た家に」 "Donde lieta uscì al tuo grido d'amore"
プッチーニのアリアは、しばしば語るような平坦な調子で始まる。この曲も最初の事務連絡的な部分から、「思い出の品を持っていて欲しい」と願って歌うミミの本心が現れた部分に掛けて、徐々に高まる感情を音楽が忠実に描く。そして最後に、本当は別れたくない思いを振りきるようにして、再び別れの言葉を歌って曲を終わる。非常に効果的な構成であり、この曲もしばしば単独でリサイタルの曲目にあがる。
ロドルフォとミミ、マルチェッロとムゼッタ「さらば甘い目覚めよ」 "Addio, dolce svegliare alla mattina!"
互いをいたわり合い、心ならずも別れる2人と、ものの弾みで言い争った挙句喧嘩別れしてしまう2人の、2組の恋人達の対比が印象的な曲である。原曲は1888年に自作の詩に作曲した歌曲「太陽と愛（朝の歌）」"Sole e amore（Mattinata）”である（原曲についてはこちらを参照）。
ロドルフォとマルチェッロ「ああミミ、君はもう戻ってこない」 "O Mimì, tu più non torni"

コッリーネ「古い外套よ」 "Vecchia zimarra"
深刻なこの場面で、いくら貧乏でも外套に別れを告げるというのは一見場違いな印象も受ける。しかし、悲しみに満ちたこの歌は、詩人や画家ならぬ思索家としてのコッリーネが心からの思いやりを不器用かつ真面目に表明したと解すべきであろう。この歌の後奏は最後に再び登場してこのオペラ全体を締めくくる。
ミミ「みんな行ってしまったのね」 "Sono andati?" ～ロドルフォ「ああ、僕のミミ」 "Ah, Mimì, mia bella Mimì!"
ミミは、2人きりになれるように眠った振りをしていたと言い、とても大事な事を伝えたい、それは大海より大きく深いもの：心からあなたを愛している!」と歌う。ロドルフォは感激してミミの美しさを称えると、ミミは「私の名はミミ」と初めて出会ったときのことを口にし、ふたりは幸福だったそのころを懐かしんで言葉を交わす。
ムゼッタの祈り
前2幕で享楽的な性格として描かれているムゼッタは、ここでは死を目前にしたミミを前に「たとえ私が許されなくとも、どうか彼女は天に召してください」と献身的に祈る。
このあと、ミミがひそかに息を引き取る場面ではホルンが低く吹き鳴らされるが、プッチーニは楽譜のこの場面にミミの死を象徴する髑髏の絵を書きつつ、かわいそうなミミと語ったという。